# Sauyr Zhotasy
Sauyr_Zhotasy (em cazaque:  Сауыр жотасы), ou Muz Tau (chinês simplificado: 木斯岛山, pinyin: Mùsīdǎo Shān), é uma montanha na fronteira Cazaquistão-China. Tem 3840 m de altitude e 3252 m de proeminência topográfica, sendo por isso um pico ultraproeminente.
Esta montanha é o ponto mais alto da cordilheira Saur, e de todo o sistema montanhoso Saur-Tarbagatai, parte do Tian Shan. Nunca foi escalada.
Apesar da baixa altitude, está bem separada de cordilheiras na região (o sistema Saur-Tarbagatai está separado das Altai pelo vale do rio Irtysh, e do Dzungarski Alatau pelo passo de Alataw.